# Södermanlands runinskrifter 238
Södermanlands runinskrifter 238 är en nu försvunnen runsten som stått i byn Fors i Västerhaninge socken och Haninge kommun. Den är endast känd genom Petrus Helgonius teckning från 1686. Vissa partier av ristningen var dock redan då bortvittrad. Ornamentiken bestod en enkel ormslinga som på stenens övre del tangerades av ett kors.

## Inskriften
Translitterering av runraden:
[(n)...i...iukaʀ : auk : biorn : auk : farulfi : þiʀ : litu : risa : stan : aftiʀ · aka : faþur : sin · hat : uaʀ : uskul · þik : þʀa ·]
Normalisering till runsvenska:
''n...i...iukaʀ ok Biorn ok Farulfʀ þæiʀ letu ræisa stæin æftiʀ Aka, faður sinn. Hann vaʀ uskul þik þʀa.
Översättning till nusvenska:
...och Björn och Farulv de läto resa stenen efter Åke, sin fader. Han var...